# Perry Lopez
Pour les articles homonymes, voir Lopez.
Perry Lopez est un acteur américain, né à New York (État de New York, États-Unis) le 22 juillet 1929, mort à Beverly Hills (Californie, États-Unis) le 14 février 2008.

## Biographie
Entre 1954 et 1994, Perry Lopez participe à trente-et-un films américains. Dans Permission jusqu'à l'aube (Mister Roberts) de John Ford, Mervyn LeRoy et Joshua Logan en 1955, il joue le rôle du jeune militaire Rodrigues aux côtés de James Cagney, Henry Fonda et Jack Lemmon. L'année suivante, il incarne Pete Ramirez dans Le Justicier solitaire (The Lone Ranger) de Stuart Heisler. Un de ses rôles les plus connus demeure cependant celui du policier Lou Escobar en 1974, dans Chinatown, rôle qu'il reprendra dans la suite de 1990, The Two Jakes, tous deux aux côtés de Jack Nicholson.
À la télévision, il apparaît dans trente-neuf séries, de 1956 à 1985, notamment, en 1966, dans Une partie de campagne (Shore Leave), un épisode de la série télévisée Star Trek écrit par Theodore Sturgeon.

## Filmographie partielle

### Au cinéma
- 1954 : La Grande Caravane (Jubilee Trail) de Joseph Kane
- 1954 : L'Étrange Créature du lac noir (The Creature from the Black Lagoon) de Jack Arnold
- 1954 : L'Aigle solitaire (Drum Beat) de Delmer Daves
- 1955 : La Peur au ventre (I Died a Thousand Times) de Stuart Heisler
- 1955 : Colère noire (Hell on Frisco Bay) de Frank Tuttle
- 1955 : Le Cri de la victoire (Battle Cry) de Raoul Walsh
- 1955 : Permission jusqu'à l'aube (Mister Roberts) de John Ford, Mervyn LeRoy et Joshua Logan
- 1955 : Le Tigre du ciel (The McConnell Story) de Gordon Douglas
- 1956 : Le Justicier solitaire (The Lone Ranger) de Stuart Heisler
- 1956 : The Steel Jungle de Walter Doniger
- 1956 : The Young Guns de Albert Band
- 1957 : Les Amours d'Omar Khayyam (Omar Khayyam) de William Dieterle
- 1958 : En patrouille (The Deep Six) de Rudolph Maté
- 1958 : Violent Road d'Howard W. Koch
- 1959 : La Fin d'un voyou (Cry Tough) de Paul Stanley
- 1960 : Les Rôdeurs de la plaine (Flaming Star) de Don Siegel
- 1961 : Man-Trap d'Edmond O'Brien
- 1962 : Taras Bulba de J. Lee Thompson
- 1963 : Le Grand McLintock (McLintock!) d'Andrew V. McLaglen
- 1966 : Rancho Bravo (The Rare Breed) d'Andrew V. McLaglen
- 1968 : Daring Game (en) de László Benedek
- 1968 : Bandolero! d'Andrew V. McLaglen
- 1968 : Les Corrupteurs (Sol Madrid) de Brian G. Hutton
- 1969 : Che ! de Richard Fleischer
- 1970 : De l'or pour les braves (Kelly's Heroes) de Brian G. Hutton
- 1973 : Madame Bijoux (en) (Lady Ice) de Tom Gries
- 1974 : Chinatown de Roman Polanski
- 1987 : Le justicier braque les dealers (Death Wish 4 : The Crackdown) de J. Lee Thompson
- 1989 : Kinjite, sujets tabous (Kinjite : Forbidden Subjects) de J. Lee Thompson
- 1990 : The Two Jakes de Jack Nicholson

### À la télévision (séries)
- 1958 : Alfred Hitchcock présente
  - Saison 3, épisode 27 Le défunt se porte bien (Disappearing Trick) d'Arthur Hiller
- 1958 : Zorro
  - Saison 2, épisode 6 Le Nouveau Régime (The New Order), épisode 7 Œil pour œil (An Eye for an Eye), épisode 8 Zorro et le drapeau blanc (Zorro and the Flag of Truce), et épisode 9 Embuscade (Ambush) — épisodes réalisés par Charles Barton —
- 1958 : L'Homme à la carabine (The Riffleman)
  - Saison 1, épisode 14 The Gaucho de Jerry Hopper
- 1961 : Échec et mat (Chekcmate)
  - Saison 2, épisode 6 Juan Moreno's Body de Tom Gries
- 1961-1964 : La Grande Caravane (Wagon Train)
  - Saison 4, épisode 23 The Jed Polke Story (1961) de Virgil W. Vogel
  - Saison 6, épisode 3 The Madame Sagittarius Story (1962) de Virgil W. Vogel et épisode 10 The John Bernard Story (1962)
  - Saison 7, épisode 28 The Santiago Queseda Story (1964) de Virgil W. Vogel
- 1963 : Bonanza
  - Saison 4, épisode 19 The Last Haircut de William F. Claxton
- 1965 : Le Virginien (The Virginian)
  - Saison 4, épisode 6 Ring of Silence
- 1965 : Sur la piste du crime (The F.B.I.)
  - Saison 1, épisode 9 The Exiles de William A. Graham
- 1966 : Première série Mission impossible (Mission : Impossible)
  - Saison 1, épisode 7 Élections à Valeria (Wheels) de Tom Gries
- 1966 : Au cœur du temps (The Time Tunnel)
  - Saison unique, épisode 8 Massacre (titre original) et épisode 14 La Nuit des longs couteaux (Night of the Long Knives) de Paul Stanley
- 1966 : Star Trek
  - Saison 1, épisode 14 : Une partie de campagne (Shore Leave) de Robert Sparr
- 1966 et 1968 : Les Mystères de l'Ouest (The Wild Wild West) de Michael Garrison
  - Saison 2 épisode 17, La Nuit de la Pierre philosophale (The Night of the Feathered Fury), de Robert Sparr (1966) : Dodo Le Blanc
  - Saison 4 épisode 19, La Nuit des Pistoleros (The Night of the Pistoleros), de Bernard McEveety (1968) : Sanchos
- 1967 : Des agents très spéciaux (The Man from U.N.C.L.E.)
  - Saison 4, épisode 9 Le Secret trois (The Fiery Angel Affair) de Richard Benedict
- 1967 : Tarzan
  - Saison 2, épisodes 11 et 12 Mountains of the Moon, Parts I & II
- 1968 : Voyage au fond des mers (Voyage to the Bottom of the Sea)
  - Saison 4, épisode 21 Jungle sauvage (Savage Jungle) de Robert Sparr
- 1971 : Mannix
  - Saison 5, épisode 4 Wine from these Grapes de Paul Krasny
- 1971 : La Nouvelle Équipe (The Mod Squad)
  - Saison 4, épisode 13 Death of a Nobody
- 1979 : Drôles de dames (Charlie's Angels)
  - Saison 3, épisode 19 Jill arrive à la rescousse (Angel in a Box) de Curtis Harrington
- 1983 : L'Homme qui tombe à pic (The Fall Guy)
  - Saison 2, épisode 18 Le Trésor du B-25 (The Molly Sue) de Michael O'Herlihy
- 1983 : Pour l'amour du risque (Hart to Hart)
  - Saison 4, épisode 19 Tueurs de charme (A Change of Heart) d'Harry Winer
- 1985 : Supercopter (Airwolf)
  - Saison 3, épisode 5 La Dernière Chance (Crossover) de Don Medford

## Note
1. ↑  Certaines sources mentionnent 1931 comme année de naissance.